# Asesinato en el campus
Asesinato en el campus (título original: What Happened to Bobby Earl?) es un telefilme estadounidense de drama de 1997, dirigido por Bradley Wigor, escrito por Joseph Maurer, musicalizado por David Bell, en la fotografía estuvo William Wages y los protagonistas son Kate Jackson, Drew Ebersole y Matthew Settle, entre otros. Este largometraje fue producido por Hamdon Entertainment y Helios Productions; se estrenó el 28 de enero de 1997.

## Sinopsis
Bobby es un alumno de la facultad muy aplicado y también es deportista. Su madre trabajó fuertemente para que fuera a la universidad. Pero, al empezar el curso, el joven comienza a juntarse con Tom y Kate, una pareja culpable de muchos delitos. Cuando Bobby le cuenta a su madre los crímenes realizados por sus amigos, ella le dice que los denuncie. Luego de ir a la comisaría, Bobby desaparece.